# サン・オブ・ザ・ビーチ
サン・オブ・ザ・ビーチ（原題:Son of the Beach）はFXで計3シーズンにわたり制作・放送されたベイウォッチのパロディ色の強いコメディードラマ。
放送期間は2000年から2002年。製作総指揮はハワード・スターン。

## 登場人物
- ノッチ・ジョンソン：ティモシー・スタック
- B.J. カミングス：ジェイミー・バーグマン
- ジャマイカ・セント・クロイ：レイラ・アルシーリ
- キンバリー・クラーク：キンバリー・オージャ
- チップ・ロンメル：ローランド・キッキンガー
- ポーセリン・ビデ：エイミー・ウェバー(2002)
- アニタ・メッセンギル市長：リサ・ベインズ(2000-2001)